# Щелчкова, Жанна Николаевна
Жанна Николаевна Щелчкова (10 февраля 1969, Москва) — советская и российская хоккеистка, защитница, бронзовый призёр чемпионата мира (2001). Мастер спорта России международного класса по хоккею с мячом (1994) и с шайбой (1996).

## Биография
Воспитанница московского спорта, тренеры — В. Егоров, В. Долгушин, А. Анисимов. В первой половине карьеры занималась хоккеем с мячом, становилась чемпионкой РСФСР (1988—1990), серебряным призёром (1987) и чемпионкой (1991, 1992) СССР/СНГ, чемпионкой России (1993, 1994). В мини-хоккее становилась чемпионкой СССР (1991) и России (1992, 1993).
В футболе в 1992 году выступала за московский «Спартак-Преображение» и стала финалисткой Кубка России.
В середине 1990-х годов начала выступать в хоккее с шайбой. Представляла московский клуб, носивший названия «Лужники», ЦСК ВВС, «Викинг», СКИФ. Многократная чемпионка России (1996—1999, 2001—2006), финалистка Кубка европейских чемпионов (2005).
Более 10 лет выступала за сборную России по хоккею с шайбой, была её капитаном в 1996—2006 годах. Участница шести чемпионатов мира (1997, 1999, 2000, 2001, 2004, 2005) и двух зимних Олимпиад (2002, 2006). Провела более 40 матчей в официальных турнирах, в том числе на Олимпиадах — 10 матчей и 5 очков (0+5). На уровне чемпионата мира в 2001 году стала бронзовым призёром. Серебряный призёр чемпионата Европы 1996 года.
После окончания спортивной карьеры стала работать тренером. Окончила ВШТ (2010). Работала ассистентом тренера женской юниорской сборной России (до 18 лет) в 2006—2012 годах, тренером московских команд СДЮШОР «Русь», «Метеор», «Град»; женской юниорской сборной Москвы (2013—2015). Во второй половине 2010-х годов — генеральный менеджер Лиги женского хоккея, позднее — начальник женской молодёжной сборной России. Комментировала матчи по женскому хоккею на российском ТВ. Принимает участие в матчах ветеранов.
Награждена почетным знаком ФХР «За верность хоккею» (2019).